# 후쿠오카 타워

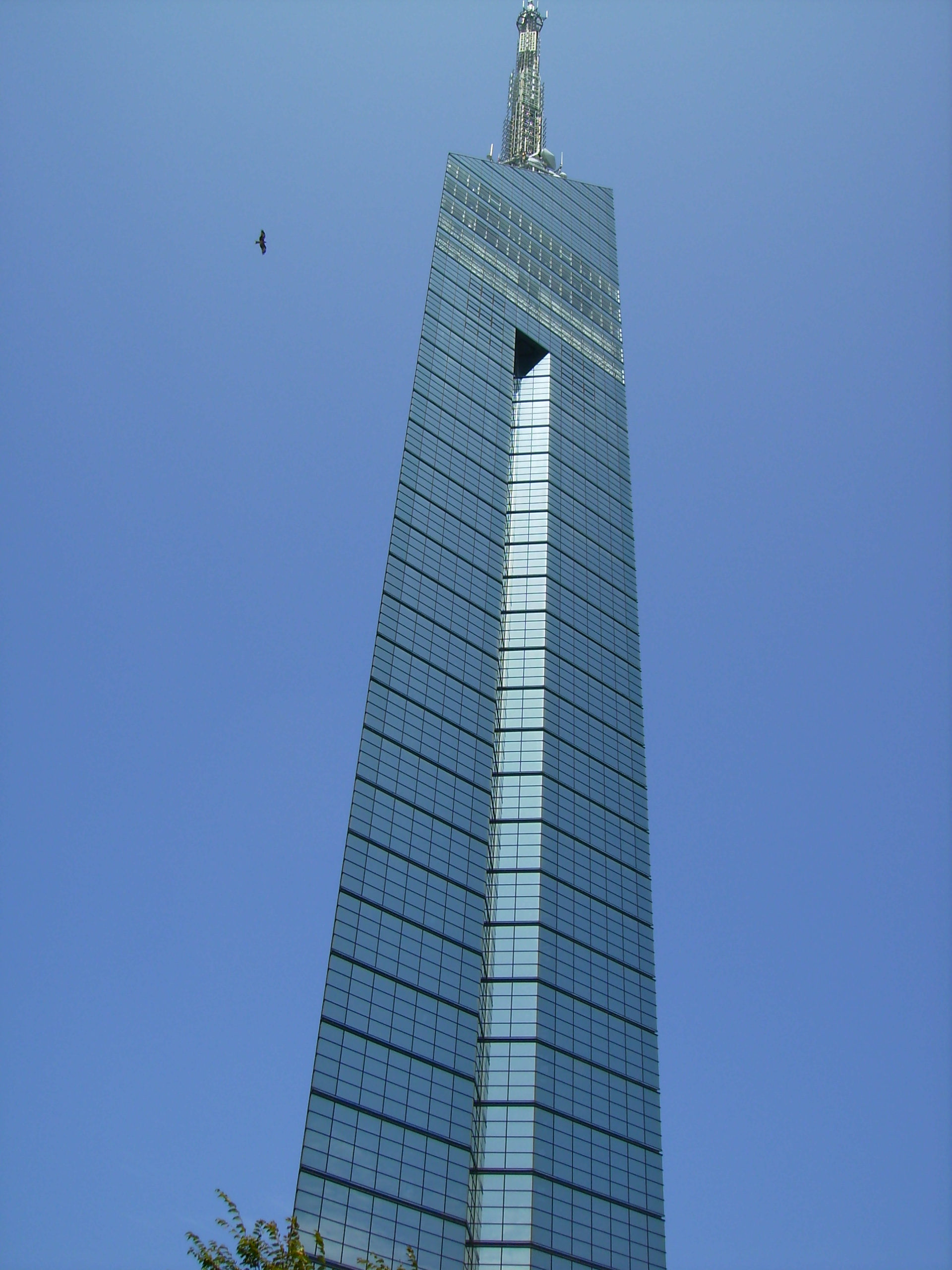
후쿠오카 타워의 모습

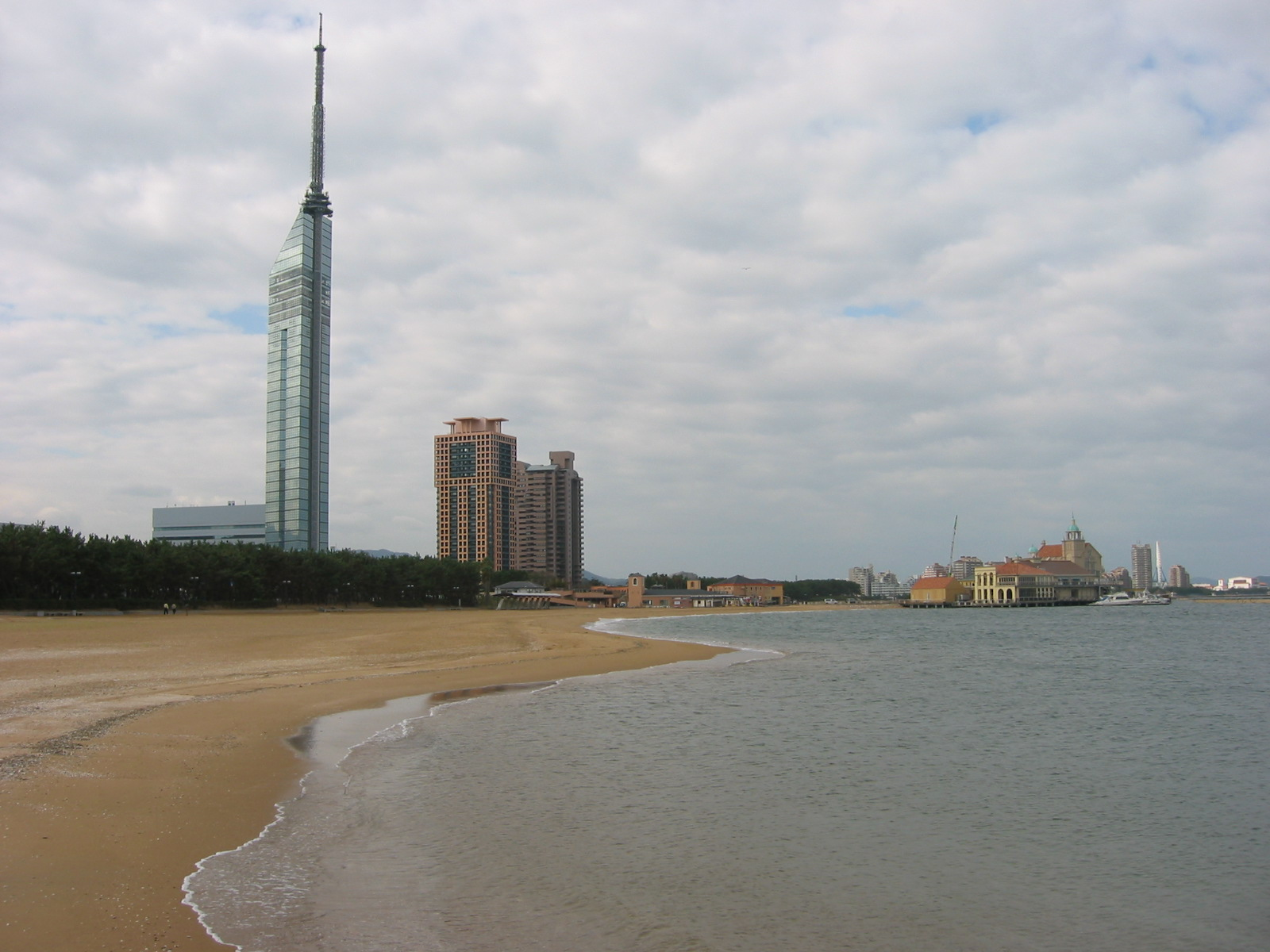
멀리서 본 후쿠오카 타워

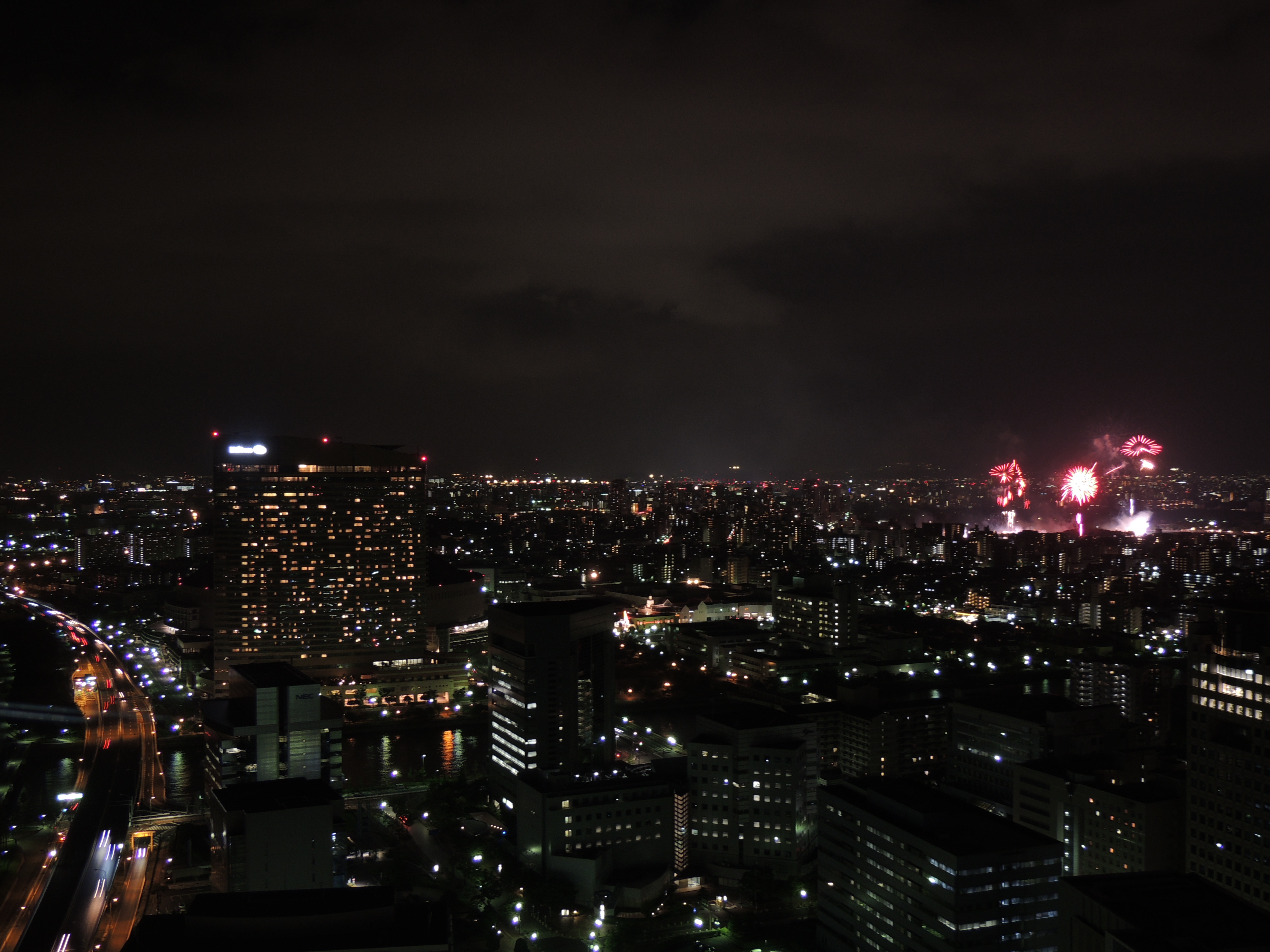
전망대에서 본 모모치・덴진 방면의 야경

후쿠오카 타워(일본어: 福岡タワー)는 후쿠오카시 사와라구의 시사이드모모치 지구의 RKB 마이니치 방송의 본사 내에 있는 랜드마크 타워(전파탑)로, 높이는 234m다. 일본에서 제일 높은 해변가의 타워이기도 하다. 1989년 아시아 태평양 박람회에 맞추어 건설되었다. 후쿠오카 시와 현지 유력 기업과의 공동출자에 의한 후쿠오카 타워 주식회사가 운영하고 있다. 

## 개요
NHK 후쿠오카 방송국(텔레비전・FM)・RKB 마이니치 방송・규슈 아사히 방송・TV 니시닛폰의 후쿠오카 기간국 송신 설비가 있으며, RKB 마이니치 방송이 운영하고 있다. 또, 2006년에 후쿠오카현에서 지상 디지털 텔레비전 방송이 개시되면서 후쿠오카 방송・TVQ 규슈 방송도 포함한 모든 방송국이 이 타워를 송신소로 하고 있다. 또, 민방 FM국 크로스 FM, 규슈 국제 방송(LOVE FM)도 송신소를 설치하였다.
최상층의 전망실은 엘리베이터로 약 70초・높이 123m의 장소에 있으며, 전망실에서 후쿠오카 시의 시가지를 볼 수 있다. 진도 7의 지진이나 풍속 63m에 견딜 수 있는 설계이며, 외관은 8000매의 반투명 유리로 덮인 정삼각기둥의 형상이다. 삼각기둥의 상부에는 후쿠오카 시의 마크가 보인다. 시나 운영회사의 프로모션으로서 「미라세일(ミラーセイル)」이라고 하는 별명을 보급하고 싶었던 것 같지만, 「미라세일」이라고 하는 명칭은 별로 알려지지 않고 있다. 이 명칭은 새롭게 출발하는 후쿠오카를 범선에 비유되어, 안전한 항해를 기원하는 의미를 담고 있다.
7, 8월에는 은하수, 12월에는 크리스마스 트리를 탑신에 조명으로 나타내어 밤하늘을 밝힌다. 또, 골든 위크와 체육의 날 전후에는 비상 계단을 일반 개방해, 1층으로부터 전망실까지의 577개의 계단을 올라가는 이벤트가 개최된다. 이 이벤트에 있어서의 최고 속도 도달 3분 18초라고 하는 기록은 2014년 현재 갱신되어 있지 않다.

## 구조
지상의 출입구는 1층에 설치되고 있어 이 바로 윗쪽에 2층이 있다. 타워 상부에 3층・4층・5층이 있다. 도중에 있는 송신기실은 도쿄 타워 등 일반 개방되고 있는 다른 전파탑과 마찬가지로 관계자 이외의 출입이 금지되고 있다.
- 1층：출입구, 매점, 다목적 홀
- 2층：타워 홀
- 3층：전망실
- 4층：스카이라운지 르후쥬
- 5층：전망실

### 설계・시공 사업자
- 설계자：닛켄 설계
- 건축공사 시공자：다이세이 건설・다케나카 공무점・시미즈 건설・가지마 건설・오바야시구미 건설공사 공동 기업체
- 설비 공사 시공자：규덴코

## 방송용 송신 설비

### TV(아날로그)
| ch | 방송국명             | 콜사인(호출부호) | 송출 출력             | ERP                   | 대상 지역        | 구역 내 대상 세대수 | 객구일          | 폐국일          |
| -- | -------------------- | ---------------- | --------------------- | --------------------- | ---------------- | ------------------- | --------------- | --------------- |
| 1  | KBC 규슈 아사히 방송 | JOIF-TV          | 영상 10kW/ 음성 2.5kW | 영상 34kW/ 음성8.5kW  | 후쿠오카현       | 불명                | 1959년 3월 1일  | 2011년 7월 24일 |
| 3  | NHK 후쿠오카 종합    | JOLK-TV          | 영상 10kW/ 음성 2.5kW | 영상 37kW/ 음성 9.3kW | 후쿠오카 현 서부 | 불명                | 1956년 3월 1일  | 2011년 7월 24일 |
| 4  | RKB 마이니치 방송    | JOFR-TV          | 영상 10kW/ 음성 2.5kW | 영상 26kW/ 음성 6.6kW | 후쿠오카 현      | 불명                | 1958년 3월 1일  | 2011년 7월 24일 |
| 6  | NHK 후쿠오카 ETV     | JOLB-TV          | 영상 10kW/ 음성 2.5kW | 영상 32kW/ 음성 8.1kW | 전국 방송        | 불명                | 1962년 9월 1일  | 2011년 7월 24일 |
| 9  | TNC TV 니시닛폰      | JOJY-TV          | 영상 10kW/ 음성 2.5kW | 영상 24kW/ 음성 6kW   | 후쿠오카 현      | 불명                | 1962년 2월 14일 | 2011년 7월 24일 |

### TV(디지털)
| ID | 방송국명             | 콜사인   | 물리 ch | 송출 출력 | ERP   | 방송 대상 지역   | 방송 구역 내 세대수 | 본방송 개시일   | G가이드국명 표기 （x는 멀티 방송의 번호） | 원세그국명 표기 |
| -- | -------------------- | -------- | ------- | --------- | ----- | ---------------- | ------------------- | --------------- | ----------------------------------------- | --------------- |
| 1  | KBC 규슈 아사히 방송 | JOIF-DTV | 31      | 3kW       | 6.7kW | 후쿠오카현       | 87만 863            | 2006년 12월 1일 | KBCテレビx                                | KBCテレビ       |
| 2  | NHK 후쿠오카 ETV     | JOLB-DTV | 22      | 3kW       | 7.2kW | 전국 방송        | 87만 863            | 2006년 4월 1일  | NHKEテレx福岡                             | NHK携帯2        |
| 3  | NHK 후쿠오카 종합    | JOLK-DTV | 28      | 3kW       | 6.9kW | 후쿠오카 현 서부 | 87만 863            | 2006년 4월 1일  | NHK総合x・福岡                            | NHK携帯G・福岡  |
| 4  | RKB 마이니치 방송    | JOFR-DTV | 30      | 3kW       | 6kW   | 후쿠오카 현      | 87만 863            | 2006년 7월 1일  | RKB毎日放送x                              | RKB毎日放送携帯 |
| 5  | FBS 후쿠오카 방송    | JOFH-DTV | 32      | 3kW       | 6.6kW | 후쿠오카 현      | 87만 863            | 2006년 7월 1일  | FBS福岡放送x                              | FBS福岡放送携帯 |
| 7  | TVQ 규슈 방송        | JOTY-DTV | 26      | 3kW       | 6.6kW | 후쿠오카 현      | 87만 863            | 2006년 7월 1일  | TVQ九州放送x                              | TVQ九州放送携帯 |
| 8  | TNC TV 니시닛폰      | JOJY-DTV | 34      | 3kW       | 6.4kW | 후쿠오카 현      | 87만 863            | 2006년 7월 1일  | テレビ西日本x                             | テレビ西日本    |

### FM라디오
| 주파수 (MHz) | 방송국명        | 호출부호             | 송출 출력 | ERP   | 대상 지역             | 개국일          |
| ------------ | --------------- | -------------------- | --------- | ----- | --------------------- | --------------- |
| 78.7         | 크로스 FM       | JORV-FM              | 3kW       | 8.9kW | 후쿠오카현            | 1993년 9월 1일  |
| 82.5         | LOVE FM         | 후쿠오카 서부 중계국 | 100W      | 790W  | 외국어 방송 실시 지역 | 2002년 2월 11일 |
| 84.8         | NHK 후쿠오카 FM | JOLK-FM              | 3kW       | 9.7kW | 후쿠오카 현 서부      | 1962년 9월 17일 |

### 멀티미디어 방송
| 주파수 (MHz) | 방송국명       | 호출부호 | ERP  | 대상 지역                | 구역 내 대상 세대수 | 개국일                        | 방송 종료일     |
| ------------ | -------------- | -------- | ---- | ------------------------ | ------------------- | ----------------------------- | --------------- |
| 214.714286   | NOTTV 모비캐스 | 12.5kW   | 32kW | 후쿠오카 현・사가현 일부 | 95만 8515가구       | 2012년 4월 1일 2015년 4월 1일 | 2016년 6월 30일 |

### 비고

#### 안테나
- FM후쿠오카는 주오구 오자사에 있는 고노스 산에서 송신하고 있다.
- 디지털 TV 방송은 모든 방송국이 후쿠오카 타워를 키 스테이션으로 한다. 송신 안테나군은 FBS, TVQ의 각 아날로그 송신 안테나를 이전해 설치할 예정이었던 공백 부분에 설치되어 있다.
- FBS와 TVQ의 아날로그 TV 방송도 당초는 후쿠오카 타워에 키 스테이션을 이전할 예정이었다. 그러나, 고노스 산에서의 이전에 막대한 경비를 필요로 할 뿐만 아니라, TVQ는 당시 개국 얼마 되지 않은 가운데, 후쿠오카 현 내각지의 중계국조차도 충분하지 않았던 것으로부터, 그 2국은 도중에 키 스테이션 이전 계획을 취소했다. 그러나 그것이 오히려 디지털화에 즈음해서는 안성마춤이 되었다.
- NHK 후쿠오카 ETV 아날로그는 같은 채널을 사용하는 NHK 기타큐슈 종합에 영향이 나오지 않게 지향성이 설치되어 타워에서 동쪽의 지역에서는 수신하기 어려운 경우가 있었다.
- CROSS FM는 KBC의 시설을 빌려쓰고 있다.

#### 수신 가능 지역
- 디지털 TV 방송은 개시 당초 송출 출력이 30W・방송 구역 내 세대수 76만 7378세대[1]였지만, 2006년 11월 6일 이른 아침부터 출력이 최대치인 3kW에 증력 되었다.
  - 개국이 늦은 KBC는 시험 방송시가 30W, 정식 방송에서는 최초부터 3kW 방송이다.
- 디지털 TV 방송을 수신하기 위해서는 지역에 따라서는 지금까지 아날로그 송신소의 고노스 산에 향해 있던 UHF 안테나를 후쿠오카 타워에 방향 전환, 또는 새롭게 후쿠오카 타워를 향한 UHF 안테나를 추가 설치할 필요가 있지만, 해당하는 지역 내에서는 비교적 강력하게 디지털 TV의 전파가 닿기 때문에 그러한 조치를 하지 않고 시청할 수 있는 경우가 있다.
- LOVE FM는 키 스테이션을 보완하는 중계국의 위치 설정이다.
  - 방송 대상 지역은 방송법령에 의해 「외국어 방송 실시 지역」으로서 정해진 지역이며, 후쿠오카 서부 중계국에 대해서는 후쿠오카시가 해당한다.
  - 주로 키 스테이션의 전파가 도착하기 어려운 후쿠오카 시 사와라구・니시 구・주오 구・조난구, 이토시마시나 사가현 가라쓰시의 북부나 나가사키현 이키시를 커버한다.

#### 그 외
- 디지털 TV 방송은 2005년 말부터 시험 전파를 발사하고 있었다.
  - NHK 후쿠오카의 2파는 개국으로부터 3개월 정도 전에 해당되는 2005년 12월 말 시점에서 시험 전파를 발사하고 있는 것이 확인되고 있다.
  - RKB가 2006년 1월경부터, TNC가 2006년 2월경부터 시험 전파를 발사를 개시했다.
  - 아날로그 주파수 변경의 관계로 디지털 시험 전파의 발사가 늦은 FBS・TVQ와 KBC가 2006년 6월에 시험 전파의 발사를 개시했다.
- 지상 디지털 248ch에서는 지상 디지털 방송 G가이드로 제공되고 있는 프로그램표 데이터가 방송되고 있다.
  - 물리 채널 30ch의 RKB의 방송파로 송신되고 있지만, 수신기의 선국 순서에서는 TNC(지상 디지털 081ch 및 082ch)가 나중이 되고 있다.
  - 지상 디지털 G가이드에 대응하고 있지 않는 수신기로 이 채널에 맞추면, 「이 채널은 G가이드 데이터 전달용 채널이며, 영상 방송을 실시하고 있는 채널로 변경하십시오」라고 하는 취지의 표시가 나온다.
  - 덧붙여 전달되고 있는 프로그램표는 상기표로 내건 후쿠오카현의 방송국 뿐이다.

## 교통
- 니시테쓰 버스 후쿠오카 타워(TNC 방송 회관) 버스 정류장 혹은 후쿠오카 타워 남쪽 출입구 버스 정류장 또는 후쿠오카 시티 루프 버스 '그린' 후쿠오카 타워・마리존 남쪽 출입구 버스 정류장을 통해 하차.
- 후쿠오카 시 교통국 지하철 공항선 후지사키 역에서 북쪽으로 약 1.5km 위치.

## 같이 보기
- 일본의 마천루 목록